# Pseudanurophorus arcticus
Pseudanurophorus arcticus är en urinsektsart som beskrevs av Christiansen 1951. Pseudanurophorus arcticus ingår i släktet Pseudanurophorus och familjen Isotomidae. Inga underarter finns listade i Catalogue of Life.